# Lira (Stadt)
Lira (offizielle Schreibweise, obwohl viele Baganda in Kampala die Stadt Lila nennen) ist eine Stadt im Norden Ugandas mit 119.302 Einwohnern. Sie ist die drittgrößte Stadt Ugandas und die Hauptstadt des gleichnamigen Distrikts Lira und das Zentrum des Volks der Langi. Lira hat den Status einer Municipality (LC4).

## Stadtgliederung
Die Stadt wird unterteilt in Central –, Ojwina –, Adyel – und Railways Division. Im Norden der Stadt erhebt sich der Ngetta-Hill (1245 m. ü. M.).

## Geschichte
In Lira trafen während des 20-jährigen Bürgerkrieges immer wieder militante Vertreter der verfeindeten ethnischen Gruppen Lango, deren Zentrum der Distrikthauptort Lira ist, und Acholi aufeinander. Auch kam es regelmäßig zu Gewalttätigkeiten zwischen der ugandischen Regierungsarmee und Rebellen der Lord’s Resistance Army (LRA). Die Stadt Lira wuchs in dieser Zeit durch die Vertriebenen von ursprünglich 90.000 auf etwa 190.000 an.

## Religion
Lira ist römisch-katholischer Bischofssitz des 1968 gegründeten Bistums Lira. Dieses ist zusammen mit Arua und Nebbi Suffraganbistum des Erzbistums Gulu. Zudem gibt es in der Stadt auch eine Gemeinde evangelikaler Christen der Pfingstbewegung.

## Bevölkerungsentwicklung
| Jahr           | Einwohner |
| -------------- | --------- |
| Zensus 1991    | 27.568    |
| Zensus 2002    | 80.879    |
| Schätzung 2005 | 119.302   |

## Wirtschaft und Infrastruktur
Die Stadt hat Anschluss an die Bahnstrecke der Uganda-Bahn von Pakwach nach Mbale, die aber seit einigen Jahren nicht genutzt wird, zudem existiert eine Flugzeuglandebahn, die jedoch nur für Inlandflüge zugelassen ist und von Charterflug-Gesellschaften angeflogen wird. Täglich verkehren überregionale Busse nach Kampala und Minibusse (Matatus) nach Gulu, Soroti und Mbale. Innerstädtisch verkehren Taxis (Special hire) und Motorradtaxis (Boda-bodas).
Wichtigstes Wirtschaftsunternehmen war die Lira Spinning Mill, ein Unternehmen der Textilindustrie, das größte in Ostafrika, welches aufgrund des Zusammenbruchs der Baumwollmärkte 1984 geschlossen wurde. Nachdem das vormals staatliche Unternehmen 2005 vom Joint Venture Jinda International Textiles Corporation Ltd (JITCO) übernommen und modernisiert wurde, musste es im März 2005 wegen fehlender Baumwolle aus dem Norden schließen.
Die ugandische Gesundheitsversorgung ist aufgrund der vielen Bevölkerungsflüchtlinge unzureichend. Europäische Träger haben deshalb in der Distrikthauptstadt die Versorgung übernommen. Die Lira Klinik, ein Projekt der „Volksmission entschiedener Christen“ (VMeC) mit Sitz in Stuttgart, gilt als wichtigste nicht-ugandische Einrichtung, neben den mobilen Feldeinsätzen der „Ärzte ohne Grenzen“.

## Persönlichkeiten
- John Akii-Bua (1949–1997), Leichtathlet, lief bei den Olympischen Spielen 1972 in München die 400 Meter Hürden der Herren in der Weltrekord-Zeit von 47,82 Sekunden und gewann als erster Läufer aus Uganda eine Goldmedaille bei den Olympischen Spielen.
- Janet Achola (* 1988), Mittelstreckenläuferin